# Archiwa terroru
Archiwa terroru – archiwalne dokumenty znalezione 22 grudnia 1992 roku przez prawnika Martína Almadę oraz sędziego José Fernandeza na posterunku policji na przedmieściach Asunción (Lambaré), stolicy Paragwaju. José Fernandez poszukiwał akt dotyczących Martina Almady, byłego więźnia. Zamiast nich znalazł archiwa opisujące losy tysięcy Latynoamerykanów, którzy zostali porwani, torturowani i zabici przez służby specjalne Argentyny, Boliwii, Chile, Paragwaju i Urugwaju. Działania służb nosiły kryptonim „Operacja Kondor”.  
Archiwa terroru, obecnie w Pałacu Sprawiedliwości w Asunción, dotyczyły 50 000 osób zamordowanych, 30 000 “zaginionych” oraz 400 000 osób więzionych. Z dokumentów wynikało, że także Kolumbia, Peru i Wenezuela w różnym stopniu współpracowały w ramach „Operacji Kondor”, dostarczając informacji, których żądały służby specjalne krajów „Cono Sur or Cone Sul” (Argentyna, Brazylia, Chile, Paragwaj, Urugwaj). Archiwa terroru są obecnie wykorzystywane jako materiał dowodowy w prowadzonych w wielu krajach procesach byłych oficerów. Istotną część materiałów zawartych w archiwach posłużyła hiszpańskiemu sędziemu Baltasar Garzón w sprawie przeciwko generałowi Pinochetowi. Martín Almada był dwukrotnie przesłuchiwany przez Baltasara Garzóna.
“[Dokumenty] są wierzchołkiem góry lodowej, dotyczą kłamstw, które Stroessner [paragwajski dyktator do 1989 – przyp.] opowiadał przez 40 lat, szantażując naród paragwajski” – stwierdził Martín Almada.
W roku 2009 Archiwa terroru wpisano na listę UNESCO Pamięć Świata.